# ペインテッド・タートル
ペインテッド・タートル (The Painted Turtle) は、アメリカ合衆国のカリフォルニア州エリザベス湖の近くのヒューズ湖にあるサマーキャンプである。このキャンプは、生命を脅かす慢性疾患に直面している子供たちを対象としている。これらの子供たちの多くは病気のためにキャンプ体験をする機会がない。キャンパーとその家族向けのプログラムは、年間を通じて無料で提供されている。

## 歴史
ペインテッド・タートルは、ポール・ニューマン、ハンナ・ペイジ、ルー・アドラーによって1999年に設立された。 
このキャンプはアドラーによって構想され、すぐにニューマンに壁の穴ギャングの隠れ家の一環として後援してもらうことができた。キャンプの名前は、米国のほとんどの地域で見られる広範囲に生息するカメの種（ただしカリフォルニア原産ではない）に由来している。
アドラーは、「この動物は、頑丈な外側と柔らかい内側を持った動物で、私たちが飼っている子供たちとよく似ている」と述べている。このキャンプは2003年の秋に始まった。
このキャンプは、2013年のパワーハウス火災で被害を受けた。火災でいくつかの別棟と施設が焼失したため、組織はその年に予定されていたすべての夏のセッションをキャンセルせざるを得なかった。火災そのものによる直接的な被害に加えて、キャンプ全体の小屋や建物にある空調システムが煙と灰によってその機能にダメージを被ったため、それをリニューアル必要が生じたためである。
同キャンプは、新型コロナウイルス感染症（COVID-19）の世界的なパンデミックによる2年間の閉鎖を経て、2022年6月にサマーキャンププログラムを再開した。閉鎖中、身体の不自由な人々のさまざまな活動エリアへのアクセスを改善するために、いくつかのコンクリートの通路が追加されている。

## キャンプ体験
アクティビティには、乗馬、ロープコース、美術品や工芸品、木工所、アーチェリー、チームビルディング体験、釣り、ボート遊び、歌やダンスなどがある。キャンパーはベールと呼ばれる小さなドミトリータイプの住居ユニットに滞在する。
毎年、さまざまなグループがこのキャンプを訪れ、約1週間滞在する。これらのグループには次のものが含まれる。
1. クローン病および潰瘍性大腸炎（炎症性腸疾患）
2. 骨格異形成（小人症）
3. 喘息
4. 腎臓移植
5. 糖尿病
6. 関節炎
7. 肝臓移植
8. 二分脊椎
9. 血友病
10. 筋ジストロフィー
11. 原発性免疫不全症候群

春と秋には家族向けの週末も数回開催され、子供連れの家族もキャンプ体験を味わうことができる。同施設では、入院していてキャンプに参加できない子どもたちにキャンプ体験を提供するプログラムも提供している。

## 企業からの寄付
財団によるキャンプ施設の建設を支援するために、いくつかの企業が多額の寄付を行っている。 パシフィケア・ヘルス・システムズ (現在は、ユナイテッドヘルス・グループの一部) は、キャンプの「ウェル・シェル」館を建設するために資金を提供した。この建物には、キャンプ中に医療専門家チームが常駐し、キャンプ中に受けた通常の擦り傷、切り傷、打撲傷のほか、点滴や透析などの病気の定期的な治療が必要なキャンプ参加者の治療を行っている。施設内の各部屋は、藁葺き屋根の小屋 (tiki hut) などの風景をイメージした装飾が施されている。
ロサンゼルス・レイカーズはキャンプの体育館の床を提供し、シャチの形をしたキャンプのプールにはシーワールドが資金を提供した。
財団によるキャンプ施設の建設を支援するために、いくつかの企業が多額の寄付を行っている。 パシフィケア・ヘルス・システムズ (現在はユナイテッドヘルス・グループの一部) は、キャンプの「ウェル・シェル」建物を建設するために資金を提供した。この建物には、キャンプ中に医療専門家チームが常駐し、キャンプ中に受けた通常の擦り傷、切り傷、打撲傷のほか、点滴や透析などの病気の定期的な治療が必要なキャンプ参加者の治療を行っている。施設内の各部屋は、藁葺き屋根の小屋 (tiki hut) などの風景をイメージした装飾が施されている。

## ボランティア
ペインテッド・タートルはボランティアの協力を得て運営されている。1995年、当時の壁の穴ギャングの隠れ家は、ファイ・カッパ・タウ友愛会の全国的な慈善プログラムになった。現在SeriousFun Children's Networkとして知られるこの友愛団体は、このキャンプとネットワーク全体を国家的な慈善プログラムとして認識している。2006年6月、全国大学女子学生クラブ、デルタ・ゼタはペインテッド・タートルと提携した。このパートナーシップにより、キャンプは女子学生クラブの全国慈善プログラムの一部となっている。
座標: 北緯34度40分13秒 西経118度25分53秒 / 北緯34.670201度 西経118.431281度